# Onthophagus hayashii
Onthophagus hayashii är en skalbaggsart som beskrevs av Masumoto 1991. Onthophagus hayashii ingår i släktet Onthophagus och familjen bladhorningar. Inga underarter finns listade i Catalogue of Life.